# Graniczna Placówka Kontrolna Gdańsk-Wrzeszcz
Graniczna Placówka Kontrolna Gdańsk Wrzeszcz – pododdział Wojsk Ochrony Pogranicza pełniący służbę na przejściu granicznym.

## Formowanie i zmiany organizacyjne
Sformowania w 1946 jako lotnicze GPK Gdańsk Wrzeszcz według etatu nr 7/57.
W 1948 pododdział przekazany został do  Ministerstwa Bezpieczeństwa Publicznego. 
W 1950 przeformowana na GPK WOP o etacie nr 096/29.
W 1952 placówka została rozformowana.